# Thorectes trituberculatus
Thorectes trituberculatus är en skalbaggsart som beskrevs av Edmund Reitter 1893. Thorectes trituberculatus ingår i släktet Thorectes och familjen tordyvlar. Inga underarter finns listade i Catalogue of Life.